# Langevad Glacier
Langevad Glacier är en glaciär i Antarktis. Den ligger i Östantarktis. Nya Zeeland gör anspråk på området. Langevad Glacier ligger 100 meter över havet.
Terrängen runt Langevad Glacier är varierad. Trakten är obefolkad. Det finns inga samhällen i närheten.